# Theophilos (Byzanz)

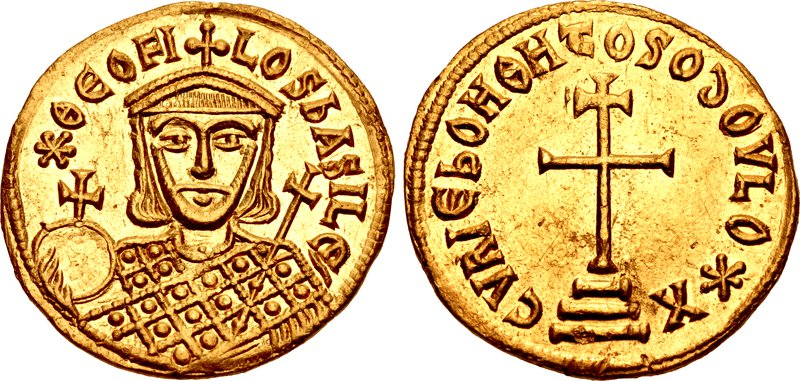
Solidus des Theophilos

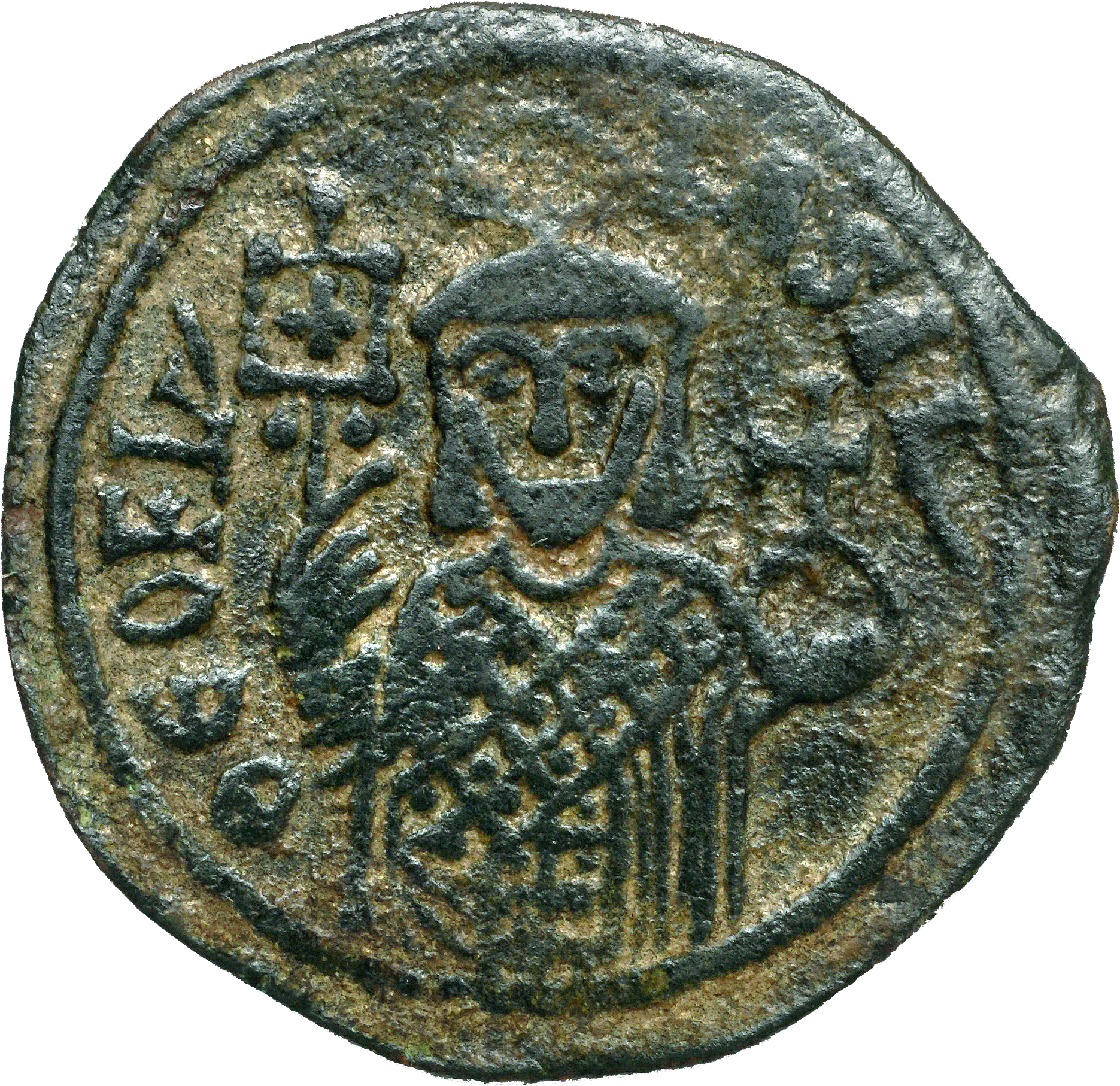
Follis des Kaisers

Theophilos (mittelgriechisch Θεόφιλος; * vermutlich zw. 800 und 805; † 842) war oströmischer Kaiser von 829 bis 842. Er war nach seinem Vater Michael II. der zweite Kaiser aus der amorischen Dynastie und ein erklärter Gegner der Bilderverehrung. 832 gab Theophilos ein Edikt heraus, das die Verehrung von Bildern strikt verbot; die Berichte über die grausame Behandlung, die er Widerspenstigen zukommen ließ, sind so extrem, dass sie teils als übertrieben angesehen werden.

## Außenpolitik
Zur Zeit seiner Thronbesteigung fanden auf Sizilien weiterhin Kämpfe mit den Sarazenen statt, Theophilos jedoch war gezwungen, alle seine Kräfte auf den Krieg gegen den Kalifen von Bagdad zu konzentrieren. Diesen hatte er selbst ausgelöst, als er einigen persischen Flüchtlingen Asyl angeboten hatte. Einer von jenen, der nach seinem Übertritt zum Christentum Theophobos genannt wurde, hatte schließlich Theophilos’ Schwester Helena geheiratet und war einer seiner Generäle geworden.
Die byzantinische Armee war anfangs erfolgreich. 837 wurden Samosata und Zapetra (Zibatra, Sozopetra), der Geburtsort des Kalifen al-Mutasim, erobert und zerstört. Auf Vergeltung sinnend, stellte al-Mutasim eine gewaltige Armee zusammen, von der ein Teil Theophilos, der sein Heer selbst kommandierte, bei Dasymon schlug, während der Rest auf Amorion marschierte, dem Herkunftsort der amorischen Dynastie. Nach einer Belagerung von 55 Tagen fiel die Stadt am 23. September 838 (vielleicht durch Verrat) in al-Mutasims Hand. Ein Großteil der Einwohner wurde getötet, der Rest als Sklaven verkauft, die Stadt bis auf die Grundmauern niedergerissen. Allerdings nutzten die Araber diesen Erfolg nicht aus. Dennoch erholte sich Theophilos nie von diesem Schlag. Seine Gesundheit ließ immer mehr nach.
836 führte er einen Feldzug gegen die Bulgaren unter Khan Malamir an und brach dabei den 30-jährigen Frieden, der zwischen den Omurtag und Kaiser Michael II. geschlossen worden war. In den folgenden Kampfhandlungen verlor Theophilos die Festungen Prowat und Burdizon bei Adrianopel und Philippopolis. Damit wurde die strategisch wichtige Via Militaris (auch Via Diagonalis genannt), die von Konstantinopel über Serdica bis nach Singidunum führte, unterbrochen.
Theophilos nahm auch diplomatische Beziehungen mit dem Emirat von Córdoba auf. 840 schickte er eine Gesandtschaft zu ʿAbd ar-Rahmān II., um von ihm die Rückgabe der Insel Kreta zu verlangen, die von dem andalusischen Abenteurer Abū Hafs al-Ballūtī besetzt worden war. ʿAbd ar-Rahmān gab zwar eine abschlägige Antwort, sandte aber umgekehrt eine arabische Delegation nach Konstantinopel, zu der auch der Dichter al-Ghazāl gehörte.

## Innenpolitik
Innenpolitisch tat Theophilos sein Bestes, um die Korruption und Unterdrückung durch seine Beamten in den Griff zu bekommen, übte streng unparteiische Gerechtigkeit, obwohl die von ihm ausgesprochenen Strafen nicht immer zum begangenen Delikt passten. Trotz des Krieges in Asien und der großen Summen, die Theophilos für Gebäude, Handel und Gewerbe ausgab, waren die Finanzen des Reiches in bester Ordnung, in erster Linie wohl aufgrund der hocheffizienten Verwaltung, über die er verfügte. Theophilos, der eine ausgezeichnete Erziehung durch den Grammatiker Johannes Hylilas genossen hatte, war ein großer Freund von Musik und Kunst. Er verstärkte die Mauern von Konstantinopel und baute ein Krankenhaus, das noch in den letzten Jahren des byzantinischen Reichs existierte.
Theophilos war seit 821 oder 830 mit Theodora II. (um 805/807–867) verheiratet, die nach seinem Tod zusammen mit ihrer ältesten Tochter Thekla und dem Eunuchen Theoktistos die Regentschaft für den erst zweijährigen Sohn Michael III. übernahm. Sein ältester Sohn und Mitkaiser Konstantin war schon vor 835 gestorben. Die jüngste seiner fünf Töchter, Maria, war mit dem General und zeitweiligen Thronfolger Alexios Musele verheiratet.

## Belege
1. ↑  Vgl. E. Lévi-Provençal: "ʿAbd ar-Raḥmān II." in The Encyclopaedia of Islam. New Edition Bd. I, S. 82b-83a. Hier S. 83a.